# San Pedro Manrique
San Pedro Manrique ist ein Ort und eine zur bevölkerungsarmen Serranía Celtibérica gehörende Gemeinde (municipio) mit nur noch 619 Einwohnern (Stand: 2024) in der Provinz Soria im Osten der autonomen Gemeinschaft Kastilien-León in Spanien. Die Gemeinde besteht neben dem Hauptort San Pedro Manrique aus den Ortschaften Las Fuentes de San Pedro, Matasejún, Palacio de San Pedro, Sarnago, Taniñe, Valdenegrillos und Ventosa de San Pedro sowie den Wüstungen Acrijos, Armejún, Buimanco, El Vallejo, Fuentebella, Peñazcurna, Valdelavilla, Valdemoro de San Pedro Manrique, Vea und Villarijo.

## Lage
San Pedro Manrique liegt auf einem Hügel am Río Linares ca. 65 km (Fahrtstrecke) nordnordöstlich der Provinzhauptstadt Soria nahe der Grenze zur Nachbarprovinz La Rioja in einer Höhe von ca. 1070 m; bis nach Logroño sind es gut 50 km in Richtung Nordnordwesten. Das Klima ist gemäßigt bis warm; Regen (ca. 682 mm/Jahr) fällt hauptsächlich im Winterhalbjahr.

## Bevölkerungsentwicklung
| Jahr      | 1970 | 1981 | 1991 | 2001 | 2011 | 2021 |
| Einwohner | 685  | 599  | 449  | 505  | 659  | 655  |

Infolge der Mechanisierung der Landwirtschaft, der Aufgabe bäuerlicher Kleinbetriebe und des daraus resultierenden geringeren Arbeitskräftebedarfs ist die Einwohnerzahl seit der Mitte des 20. Jahrhunderts deutlich zurückgegangen.

## Wirtschaft
Grundlage des Lebens und Überlebens der jahrhundertelang als Selbstversorger lebenden Bewohner von Cigudosa war und ist die Landwirtschaft, zu der natürlich auch die Viehzucht gehört. Einige der leerstehenden Häuser wurden in den letzten Jahrzehnten zu Ferienwohnungen (casas rurales) umgebaut.

## Sehenswürdigkeiten
- paläontologische Fundstätte Las Adoberas in Matasejún
- Burgruine
- Martinskirche
- Ruine der Michaeliskirche
- Marienkapelle

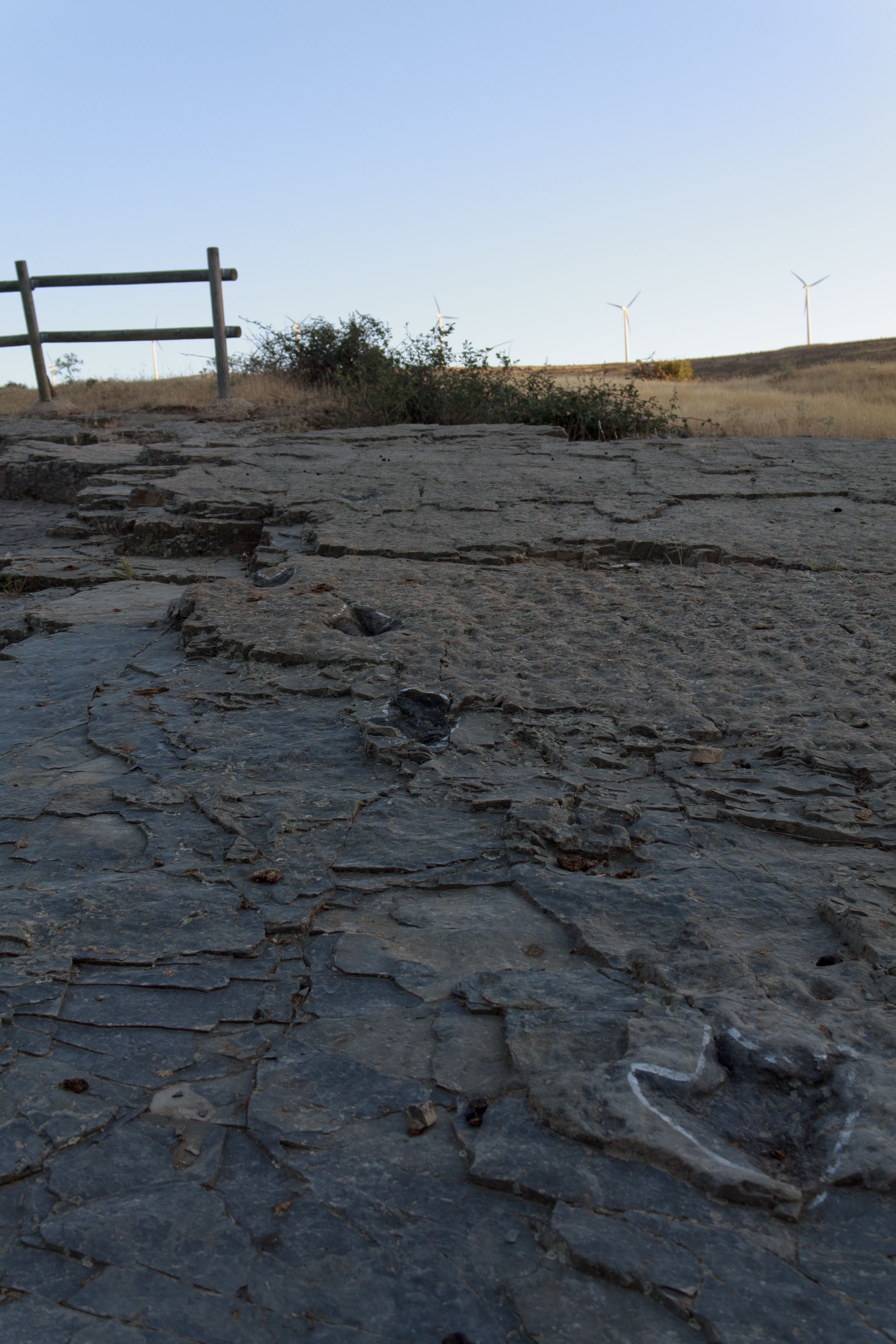
Paläontologische Fundstätte
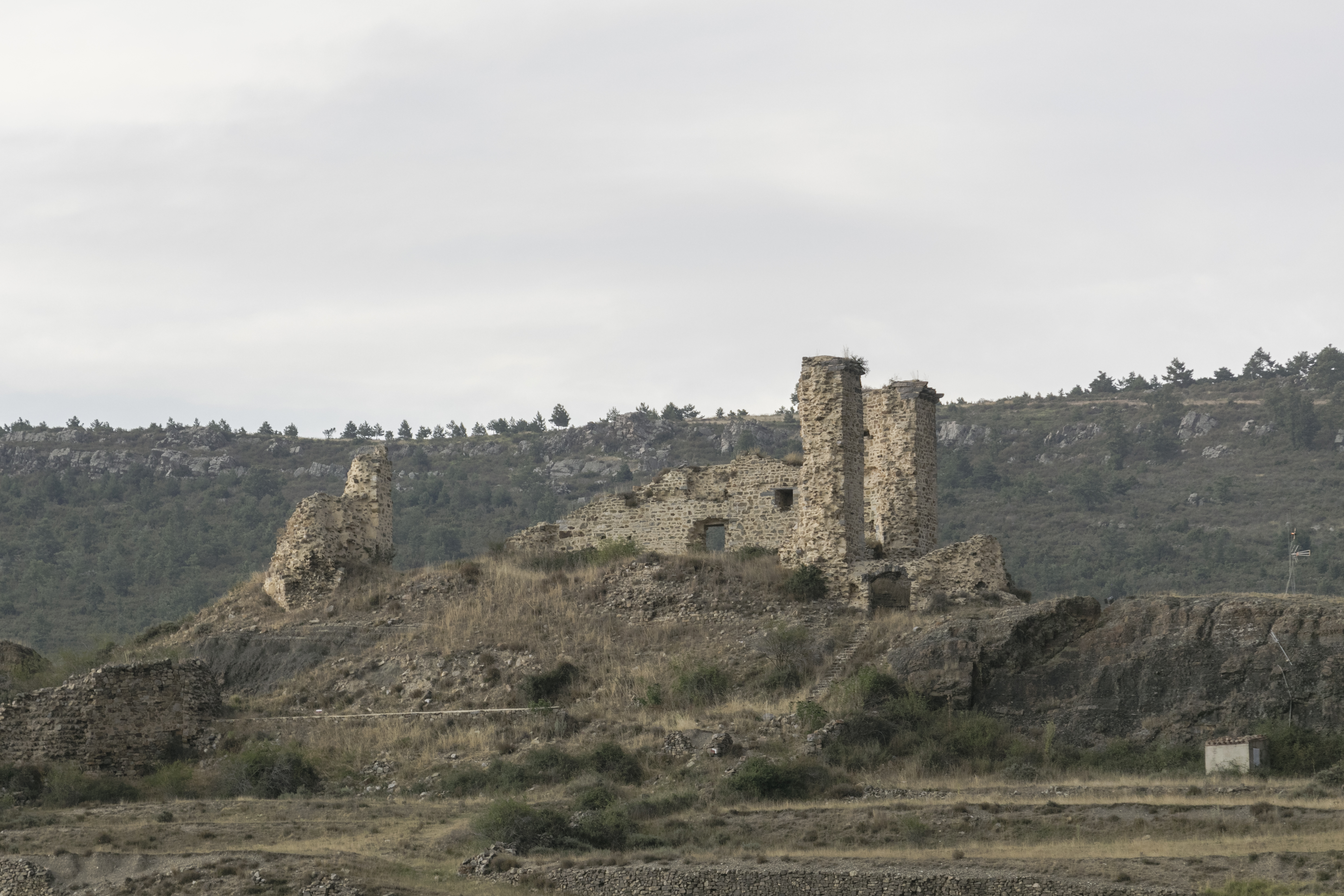
Burgruine
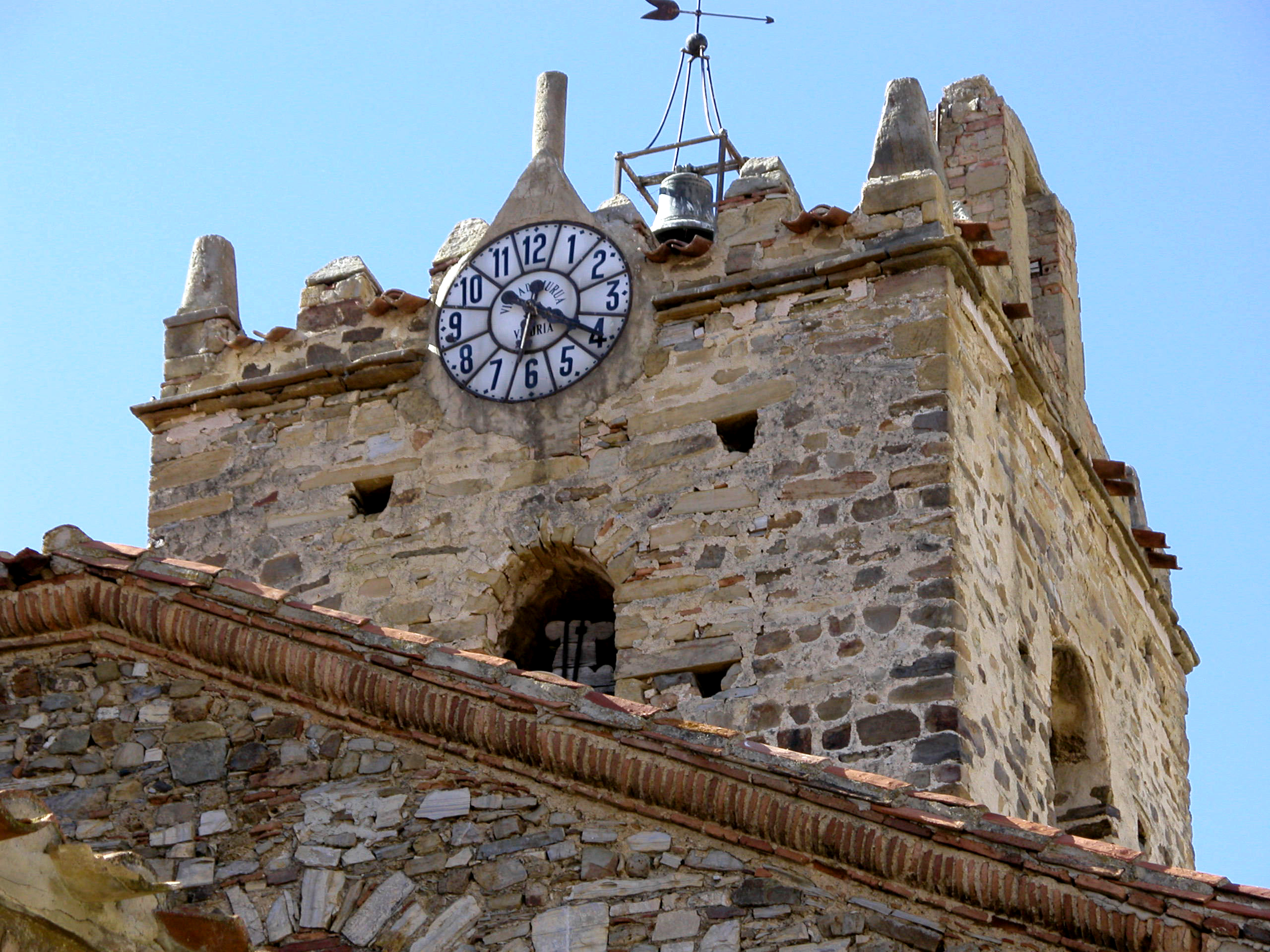
Martinskirche
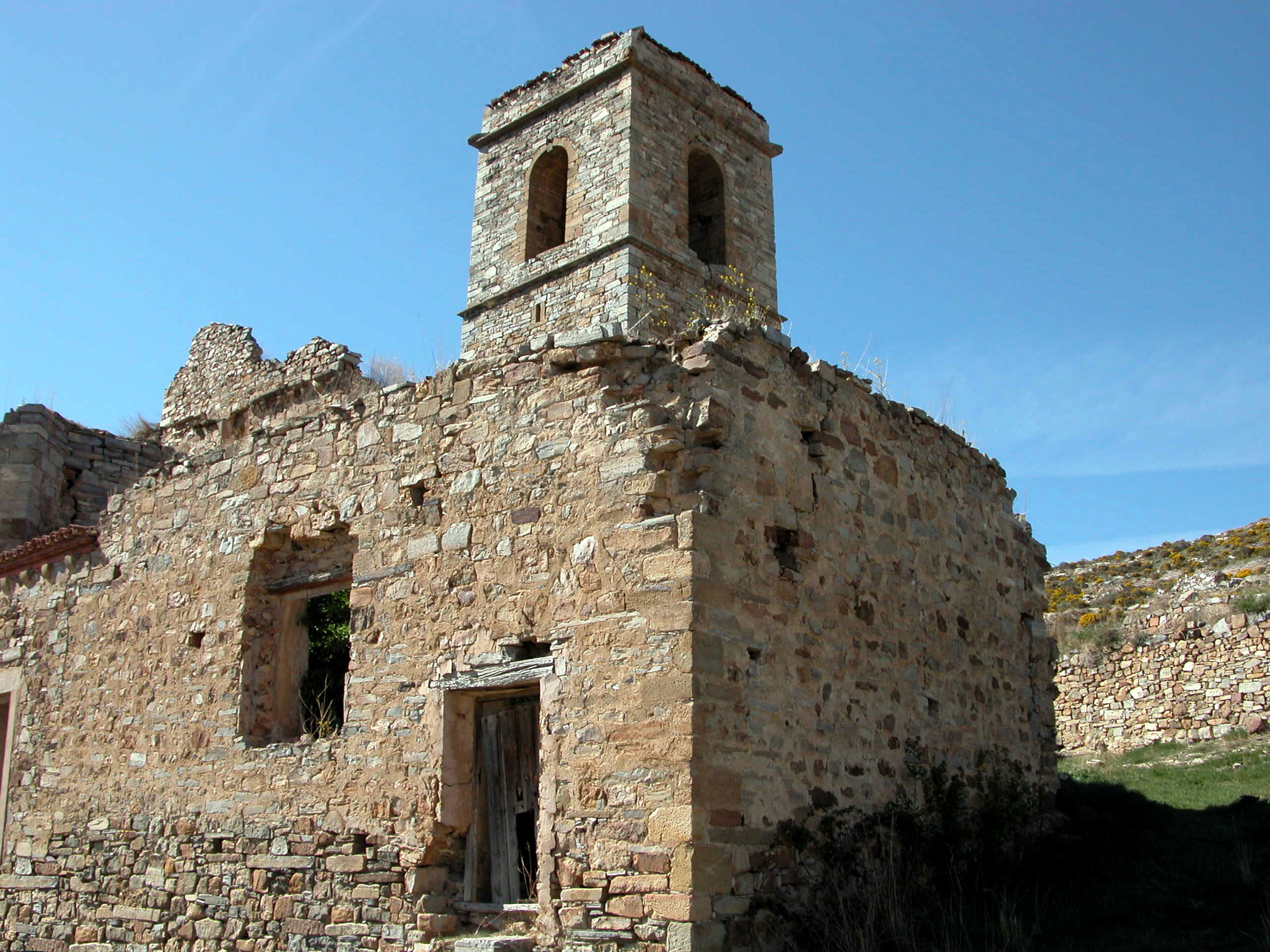
Ruine der Michaeliskirche
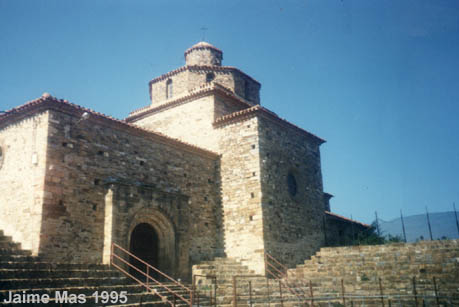
Marienkapelle